# 北山停留場
北山停留場（きたやまていりゅうじょう）は、高知県吾川郡いの町にあるとさでん交通伊野線の路面電車停留場。

## 歴史
北山停留場は1960年（昭和35年）、それまで存在していた北山口停留場（きたやまぐちていりゅうじょう）と塩崎停留場（しおざきていりゅうじょう）を統合することによって新設された停留場である。
統合前の両停留場はいずれも、1907年（明治40年）に伊野線の枝川停留場から伊野停留場までの区間が開通したのに合わせて開業した。キロ程は北山口停留場が北山停留場に同じくはりまや橋起点10.3 km、対して塩崎停留場は10.4 km。北山口停留場については1943年（昭和18年）に一度休止されるも、9年後の1952年（昭和27年）に営業を再開している。

### 年表
- 1907年（明治40年）11月7日：枝川 - 伊野間が開通[3]。土佐電気鉄道の停留場として北山口・塩崎の両停留場が開業[2][3]。
- 1943年（昭和18年）1月16日：北山口停留場が休止[3]。
- 1952年（昭和27年）10月15日：北山口停留場が復活[3]。
- 1960年（昭和35年）11月1日：北山口・塩崎の両停留場が統合され廃止[2]。新たに北山停留場が開業[3]。
- 2014年（平成26年）10月1日：土佐電気鉄道が高知県交通・土佐電ドリームサービスと経営統合し、とさでん交通が発足[4]。とさでん交通の停留場となる。

## 停留場構造
乗り場は2面あり、東西方向に伸びる単線の軌道を挟み込むように置かれる。ただし互いの乗り場の位置は斜向かいにずれていて、東に伊野方面行き、西にはりまや橋方面行きの乗り場がある。はりまや橋方面はホームが設置されるが、伊野方面は南を並走する道路上に白線で安全地帯が示されるのみである。

## 停留場周辺
北には丘が迫り、停留場はその際にはりつくようにして設けられている。隣を走る国道33号の南には土讃線の線路が寄り添い、当停留場から伊野商業前停留場付近にかけて伊野線の軌道と並走する。
- 県交北部交通 「北山」バス停

## 隣の停留場
とさでん交通
伊野線
北内停留場 - 北山停留場 - 鳴谷停留場